# Floyd MacFarland

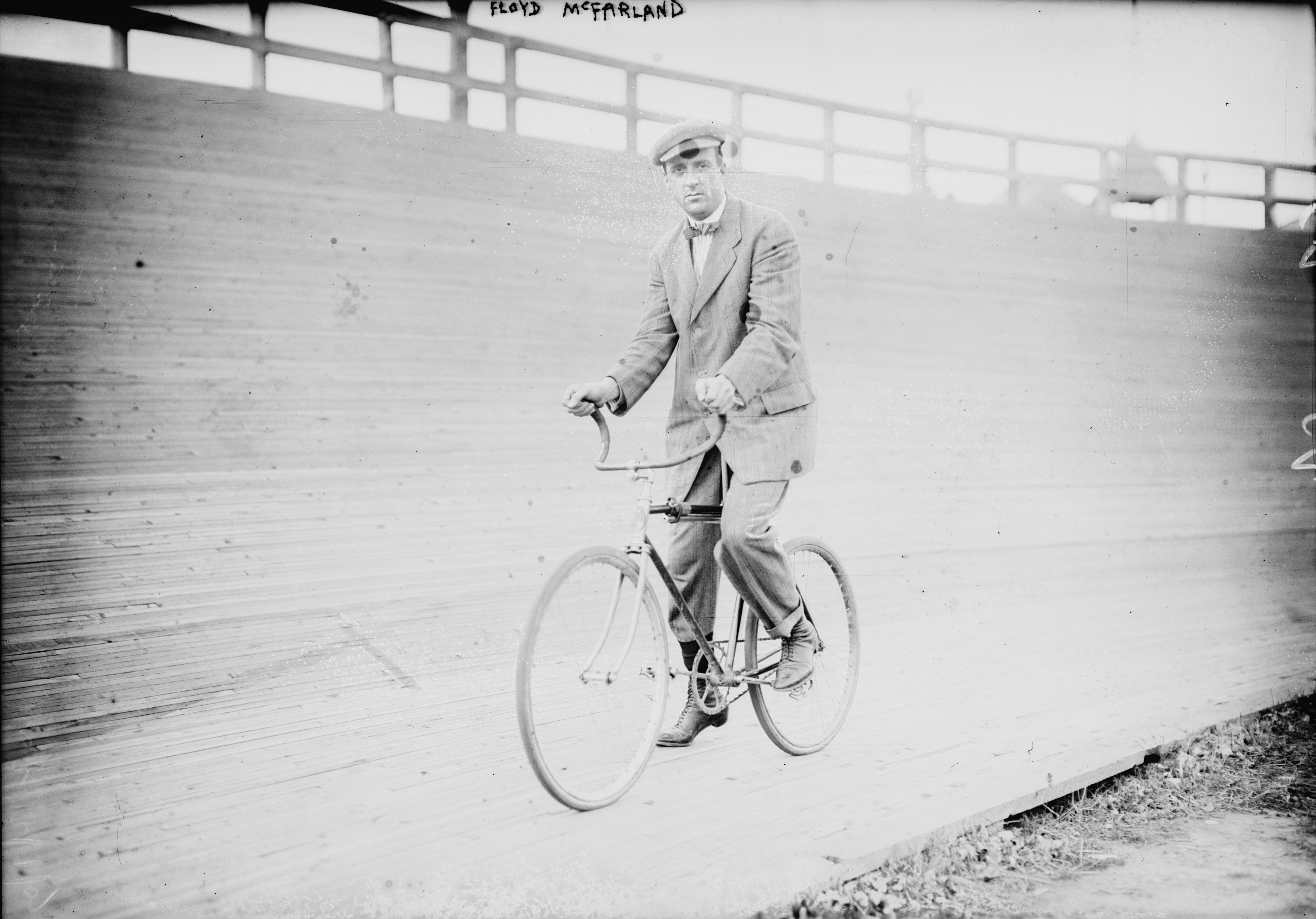
Floyd McFarland

Floyd MacFarland, né le 8 juillet 1878 à San José (Californie), mort le 17 avril 1915 à Newark (New Jersey), est un coureur cycliste américain. Il était l'un des pionniers des courses de six jours du début du XXe siècle.

## Carrière sportive
En 1896 et 1898, Floyd MacFarland a été champion américain de vitesse. Son plus grand rival dans cette discipline était le coureur noir Major Taylor dont les grands-parents avaient été des esclaves. McFarland, descendant d'une famille de planteur de Virginie, raciste, lui a rendu la vie difficile. Il a même fondé sa propre association nationale de coureurs, la "Cycle Racing Association" pour exclure Taylor des compétitions. Il est dit que MacFarland  n'a jamais mentionné Taylor par son nom, mais parlant de lui en disant "nègre".
Dans les années suivantes, MacFarland s'est axé sur les courses de six jours ainsi que sur la Course à l'américaine et a remporté en 1900 à New York, au Madison Square Garden, avec Harry Elkes, la deuxième course (par équipe de deux) des Six jours de New York. En décembre 1901,  MacFarland a remporté après un dur combat, contre George Leander, les Six Jours de Boston, avec moins d'une longueur d'avance. MacFarland, était connu pour son tempérament de feu, mais Leander pensait qu'il l'avait gêné dans le dernier tour, et se précipita sur lui. Ils en sont venus aux mains avec plus de 200 participants. En 1909, MacFarland,  appelé le «moteur humain», a été le premier vainqueur de la Course des Six jours de Berlin avec Jimmy Moran. En 1901 et 1904, il a également été champion américain de Course à l'américaine.

## Palmarès
- 1896
  -  Champion des États-Unis de vitesse amateur
- 1900
  - Vainqueur de la course aux points des Jeux olympiques de Paris 1900[2]
  - Six jours de New York (avec Harry Elkes)
- 1901
  -  Champion des États-Unis de course à l'américaine
- 1902
  - Six jours de Boston (avec Otto Maya)
- 1904
  -  Champion des États-Unis de course à l'américaine
- 1908
  - Six jours de New York (avec Jim Moran)
- 1909
  - Six jours de Berlin (avec Jim Moran)

## Manager et organisateur
MacFarland a globalement remporté, au cours de sa carrière de coureur mais aussi en tant que manager et organisateur, 400 courses. En Janvier 1913, il a organisé la première course de six jours à Paris dans le Vélodrome d'Hiver avec trois équipes américaines ; Ernest Hemingway était parmi le public et, à partir de là, a été pris par le virus des six jours.
L'équipe Léon Hourlier-Léon Comès remporte la seconde épreuve des Six jours de Paris. Tous les spécialistes du tourniquet du Madison Square Garden, de Salt-Lake-City, de Boston, de Melbourne sont battus par les deux Français. Hourlier vient « coiffer » tous les Américains et les Australiens sur le poteau lors d'un dernier « rush » qui étonna Goullet et Clark, laissa le blond Joé Fogler stupéfait, Floyd MacFarland ahuri, et les sportsmen français dans la joie.
Floyd MacFarland introduit en 1914, lors des courses aux États-Unis, le score pour les sprints intermédiaires, conçu par le journaliste berlinois Fredy Budzinski.

## Une mort sensationnelle
En avril 1915, au vélodrome de Newark,  MacFarland vit qu'un vendeur de rafraîchissements nommé David Lantenberg avait vissé des affiches publicitaires sur des garde-corps au bord de la piste. MacFarland, directeur du vélodrome, avait interdit cela à plusieurs reprises parce que les vis ou les clous arrivaient sur la piste, ce qui était dangereux pour les coureurs. Il y eut une forte explication en face d'environ 150 témoins. Quand MacFarland a essayé d'arracher le tournevis des mains de Lantenberg, l'outil se planta accidentellement dans l’arrière de la tête; horrifié par son acte, Lantenberg a emmené MacFarland avec sa propre voiture à l'hôpital, où il est mort,.
1500 personnes ont suivi ses funérailles. Lantenberg a été accusé d'homicide involontaire, mais acquitté en juin de la même année.
MacFarland a été décrit comme un personnage haut en couleur, dominant, d'une grande stature, toujours élégamment vêtu, plein de charme et de persuasion, mais aussi par tempérament une attitude raciste. Un journaliste contemporain a écrit dans une notice nécrologique: «MacFarland était un escroc, mais aimable."